# Thomas Johannessen Heftye
Thomas Johannessen Heftye (Christiania, 29 ottobre 1822 – Christiania, 4 ottobre 1886) è stato un imprenditore, politico e filantropo norvegese.

## Biografia
Era il figlio di Johannes Thomassen Heftye (1792-1856), e di sua moglie, Tina Haslef (1798-1862). Era un nipote di Henrik Heftye.
Nel mese di ottobre 1846 sposò Marie Jacobine Meyer (1826-1895), figlia di Jacob Peter Meyer e sorella di Thorvald Meyer. Il loro figlio, Thomas Heftye, divenne un politico notevole. Attraverso la figlia, Ingeborg Marie, era il suocero di Frits Hansen e il nonno di Eilif Fougner.

## Carriera
Suo nonno emigrò dalla Svizzera, alla fine del XVIII secolo, e fondò l'azienda di famiglia Thos. Joh. Heftye & Søn, dove Thomas iniziò a lavorare nel 1848.
Era un noto mecenate delle arti e finanziò la pubblicazione dei diari di Claus Pavels. Ha inoltre finanziato scrittori e artisti come Aasmund Olavson Vinje, Bjørnstjerne Bjørnson, Hans Gude e Peter Andreas Munch.
Fu un membro del consiglio comunale di Christiania (1855-1856 e 1879-1886) e di Aker (1869-1877), ricoprì la carica di vice rappresentante al Parlamento norvegese (1880-1882). La sua villa è oggi utilizzata come ambasciata del Regno Unito.